# Janošik
Janošik (ćir.: Јаношик, slv. Janošík) je naselje u općini Alibunar u Južnobanatskom okrugu u Vojvodini, naseljeno Slovacima.

## Stanovništvo
U naselju Janošik živi 1.171 stanovnik, od toga 918 punoljetnih stanovnika, a prosječna starost stanovništva iznosi 37,8 kod muškaraca i 40,5 kod žena). U naselju ima 384 domaćinstava, a prosječan broj članova po domaćinstvu je 3,05. 
Prema popisu iz 1991. godine u naselju je živjelo 1.225 stanovnika.
| Etnički sastav 2002. |            |        |
| Narod                | Stanovnika | %      |
| Slovaci              | 1.073      | 91,63% |
| Srbi                 | 63         | 5,38%  |
| Mađari               | 7          | 0,59%  |
| Ukrajinci            | 4          | 0,34%  |
| Jugoslaveni          | 4          | 0,34%  |
| Rumunji              | 3          | 0,25%  |
| Makedonci            | 3          | 0,25%  |
| Hrvati               | 2          | 0,17%  |
| Česi                 | 1          | 0,08%  |
| nepoznato            | 0          | 0,00%  |

| broj stanovnika | 1280  | 1281  | 1467  | 1488  | 1372  | 1225  | 1171  |
|                 | 1948. | 1953. | 1961. | 1971. | 1981. | 1991. | 2001. |

## Vanjske poveznice
- Službena stranica naselja  Arhivirana inačica izvorne stranice od 14. svibnja 2010. (Wayback Machine)
- Karte, udaljenosti i vremenska prognoza
- Satelitska snimka naselja  Arhivirana inačica izvorne stranice od 20. veljače 2021. (Wayback Machine)